# Pierre Vilar (historien)
Pour les articles homonymes, voir Pierre Vilar.
Pierre Vilar, né le 3 mai 1906 à Frontignan dans l'Hérault et mort le 7 août 2003 à Saint-Palais dans les Pyrénées-Atlantiques est un historien moderniste et hispaniste français, spécialiste de l'histoire de la Catalogne.

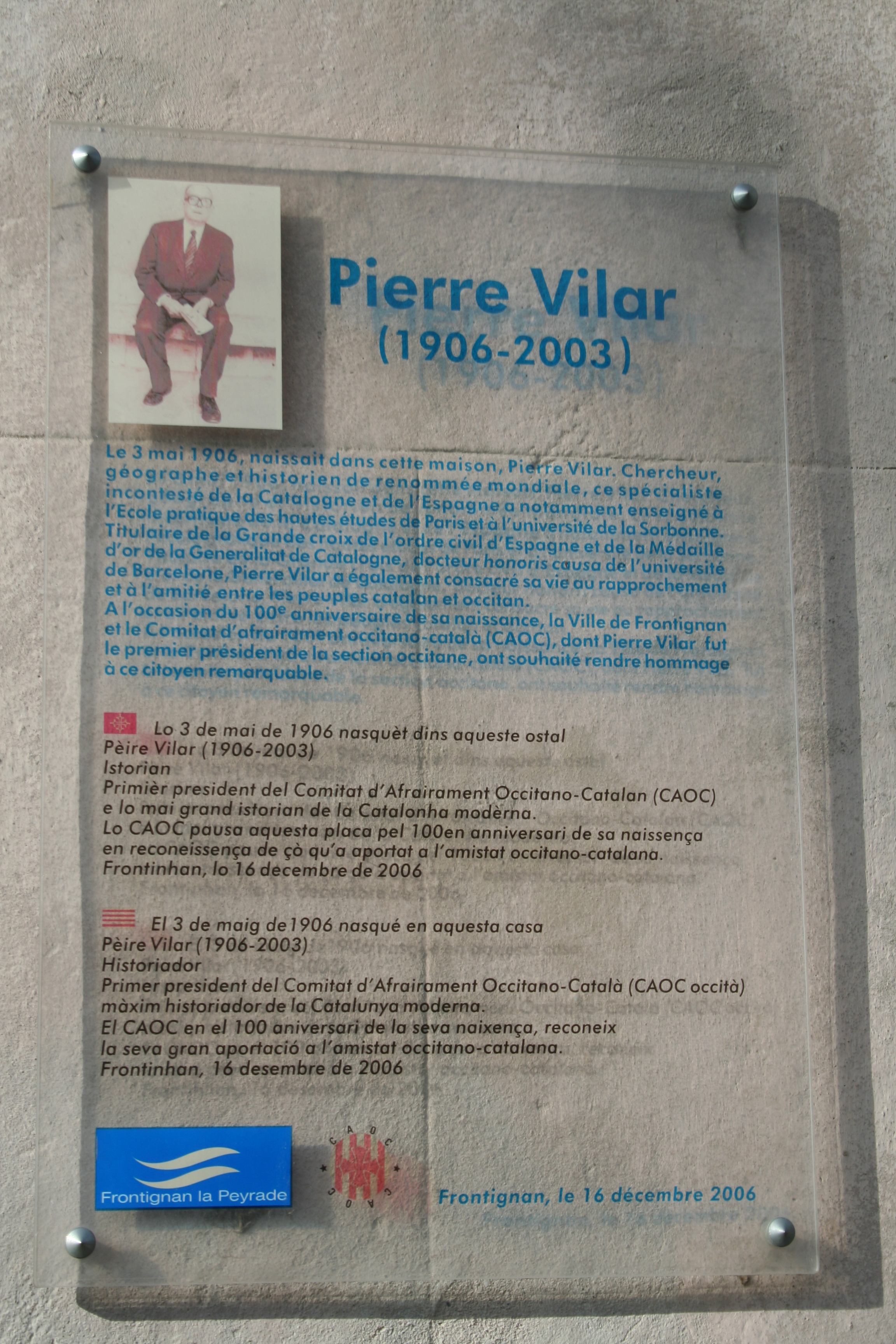
Plaque sur la maison natale de Pierre Vilar à Frontignan.

## Biographie
Fils d'instituteur, Pierre Vilar poursuit des études de géographie puis d'histoire. Il est élève de l'École normale supérieure de la rue d’Ulm (1925-1929) où il choisit comme spécialité la géographie et a comme maître Albert Demangeon (1872-1940). Il assiste de façon assidue aux réunions du Groupe d’Études Socialistes à partir de 1925 et, en décembre 1927, il est à la tête de la liste unitaire d’étudiants de gauche de l’Union fédérale des étudiants pour le conseil de discipline de la Sorbonne. Il est pensionnaire de l'École des hautes études hispaniques de la Casa de Velázquez et réside à Barcelone de 1931 jusqu'en 1936 avec Gabrielle Berrogain avec qui il s'est marié en 1933.
Pierre Vilar est partiellement témoin et de la guerre d'Espagne et de la chute de l'Espagne républicaine. Il écrira en 1947, Histoire de l'Espagne. En août 1939, il est mobilisé comme lieutenant de l’armée française. Fait prisonnier le 16 juin 1940, il reste en captivité dans différents camps d'officiers prisonniers (oflags) en Allemagne, Pologne et Autriche jusqu'en mai 1945.
Il devient directeur d'études à l'École pratique des hautes études (1951) puis obtient la chaire d’histoire économique et sociale créée par Marc Bloch à la Sorbonne (1965). Il a été nommé, entre autres, docteur honoris causa de l'université de Barcelone (1979) et de l'université de Valence (1991).
Il a été le premier président de la section occitane du Cercle d'Afrairament Occitanocatalan entre 1978 et 1981.
En 1987, il reçoit la Médaille d'or du mérite des beaux-arts du Ministère de l'Éducation, de la Culture et des Sports espagnol et est distingué par le Congrés de Cultura Catalana. En 2000 il reçoit la Médaille d'Or de la Generalitat de Catalogne des mains de Jordi Pujol.
Sa femme Gabrielle Berrogain (26 juillet 1904 - 9 septembre 1976), née à Hasparren et morte à Luxe-Sumberraute, fut formée à l'École des chartes et admise à la Casa de Velázquez en 1928, deux années avant lui.
Atteint d'une cécité grandissante à compter de 1991, il doit cesser ses travaux et meurt à l’âge de 97 ans.

## Travaux
Toute son œuvre est marquée par une vision marxiste de l'histoire. Ainsi selon Fernand Braudel, « pour Vilar, le marxisme, outil de connaissance, joue le rôle d’une explication structurelle en profondeur »

### Spécialiste de la Catalogne
C’est sur ce sujet que Pierre Vilar effectue sa thèse, ce qui lui permet d’entrer dans le monde professoral universitaire. Sa thèse est ainsi consacrée aux Fondements économiques de la structure nationale de la Catalogne. À la fin de sa vie, il rédige en catalan sa biographie, dans laquelle il explique ses méthodes d’investigation en histoire.
En 2006, sa famille remet 6 500 documents de l'écrivain à l'université de Gérone, qui sont conservés par la bibliothèque de l'établissement.

### Une référence en matière d'histoire des systèmes monétaires
C'est avec Or et monnaie dans l’histoire 1450-1920 que Vilar se fait connaître du grand public en même temps qu’il trace un remarquable historique des systèmes monétaires successifs, du monométallisme et bimétallisme jusqu’au développement de la monnaie fiduciaire[réf. nécessaire].

### Ses influences
À la suite d'une formation assez classique, il découvre l’École des Annales, menée par Marc Bloch et Fernand Braudel, et décide de suivre la voie qu'ils ont ouverte. Pierre Vilar s'inspire également de l’analyse d’Ernest Labrousse dont il fut le disciple.
Albert Broder, un de ses élèves, est l'auteur d'une thèse intitulée : « Le rôle des intérêts étrangers dans la croissance économique de l'Espagne, 1768-1924 », thèse d'État ès lettres et sciences humaines, université Paris 1, [Pierre Vilar], 1981.
Il est le directeur de thèse de Lucette Valensi[réf. nécessaire].

## Publications
- Histoire de l'Espagne, Paris, PUF, coll. « Que sais-je ? », 1947 (23e édition 2017, 128 p.).
- Le déclin catalan du bas Moyen âge : hypothèses sur sa chronologie, 1959
- La Catalogne dans l'Espagne moderne : recherches sur les fondements économiques des structures nationales, 1962 (3 vol.)
- Crecimiento y desarrollo, 1965
- Or et monnaie dans l’histoire 1450-1920, 1969
- Sur le féodalisme, 1974 (œuvre collective)
- Assaigs sobre la Catalunya del segle XVIII, 1975
- Historia marxista, historia en construcción, 1973[9]
- Introducción al vocabulario del análisis histórico, 1980
- Une histoire en construction : approche marxiste et problématiques conjoncturelles, 1982
- La guerre d'Espagne, 1986
- Història de Catalunya, 1987-1990 (directeur, 8 vol.)
- Pensar històricament. Reflexions i records, 1995 (autobiographie publiée en catalan puis traduite, en 1997, en castillan)
- (avec Joseba Intxausti), Historia, nación y nacionalismo : cuestión nacional y movimiento obrero, 1998